# Лола (Гвинея)
Лола (фр. Lola) — город на юго-востоке Гвинеи, в провинции Нзерекоре.

## География
Административный центр префектуры Лола. Расположен вблизи границы с Либерией, недалеко от горы Нимба (1752 м), которая является высшей точкой страны. Абсолютная высота города — 648 м над уровнем моря.

## Население
По данным на 2013 год численность населения города составляла 99 193 человека. Наиболее распространённый язык населения города — коно.
Динамика численности населения города по годам:
| 1983 | 1996   | 2013   |
| ---- | ------ | ------ |
| 1700 | 22 118 | 99 193 |